# Benjamin Tetauvira
Benjamin Tetauvira est un ancien joueur français de volley-ball né le 2 août 1987 à Papeete. Il mesure 1,89 m et joue réceptionneur-attaquant. Il a arrêté sa carrière à l'issue de la saison 2008-2009 pour des raisons personnelles.

## Clubs
| Club         | Pays   | De        | À         |
| ------------ | ------ | --------- | --------- |
| Tourcoing LM | France | 2008-2009 | 2008-2009 |

## Palmarès
- Championnat de France
  - Finaliste : 2009